# Imbros-Schlucht

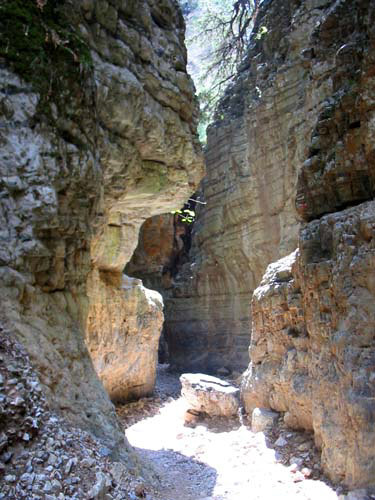
Weg durch die Imbros-Schlucht

Die Imbros-Schlucht (griechisch Φαράγγι Ίμπρου, Farángi Ímbrou) ist nach der Samaria-Schlucht eine der meistbesuchten Schluchten Kretas. Der Wanderweg durch die Schlucht ist acht Kilometer lang und führt vom Dorf Imbros südlich der fruchtbaren Askyfou-Ebene hinunter bis nach Komitades. Dabei wird ein Höhenunterschied von zirka 570 Metern überwunden.

## Namensherkunft
Benannt ist die Schlucht – der Legende nach – nach zwei Brüdern, die einst von der Insel Imvros nach Kreta verbannt wurden und dort das heutige Dorf Imbros gründeten.

## Geschichte
Vor dem Bau der Straße nach Chora Sfakion war die Imbros-Schlucht der wichtigste Verkehrsweg von der Nordküste Kretas (Chania) in die Provinz Sfakia an der Südküste der Insel. Noch heute sind Reste des befestigten Maultierpfades zu finden. Die Schlucht diente im Laufe der Geschichte mehrfach als Rückzugsort und Fluchtweg bei Auseinandersetzungen mit den verschiedenen Besatzungsmächten. So weist zum Beispiel eine Marmortafel auf eine Höhle hin, in der im Jahr 1867 Sfakioten von den osmanischen Machthabern ermordet worden sein sollen.
Im Zweiten Weltkrieg versuchten Tausende alliierter Soldaten, durch die Schlucht zur Südküste zu gelangen, um von dort nach Ägypten evakuiert zu werden. Viele mussten, verfolgt und gefangen genommen durch deutsche Truppen, den Rückweg antreten und kamen in Kriegsgefangenschaft.

## Zugang

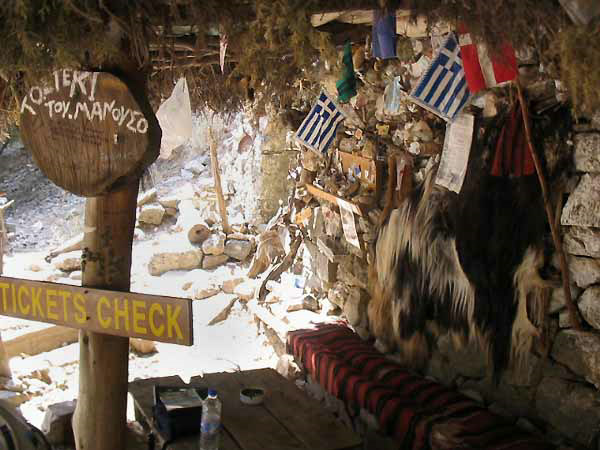
Ticket Check mit Kuriositätensammlung

Wie auch die Samaria-Schlucht gehört eine Wanderung durch die Imbros-Schlucht zum Programm vieler Reiseveranstalter, entsprechend groß ist der Durchlauf. Im Sommerhalbjahr verlangt die Gemeinde Sfakia eine Eintrittsgebühr für die Begehung, Kassenhäuschen stehen sowohl am Eingang als auch am Ausgang der Schlucht. Die Gehdauer beträgt ungefähr zwei Stunden. Die Imbros-Schlucht gehört zu den leichter begehbaren Schluchten Kretas, es sind keine Kletterpartien oder andere problematische Passagen zu überwinden. Wegen des grobschotterigen Untergrundes (Flussbett) muss trotzdem festes Schuhwerk getragen werden. Die Schlucht führt nur noch nach starken Regenfällen Wasser, so ist eine Begehung in der Regel auch im Winter möglich.
Durch die Schlucht verläuft der Europäische Fernwanderweg E4.

## Flora
Die Flora der Schlucht spiegelt die beiden Klimazonen wider, welche sie auf ihrem Verlauf quert. Im südlichen, niedrigeren und trockeneren Teil überwiegt spärlicher Bewuchs – als Baum dominiert die kretische Zypresse (die runde, nicht die kerzenförmige Wuchsform), wohingegen er im oberen Teil vielfältiger wird. Hier mischen sich vermehrt Eichen und Platanen unter die Nadelbäume. In der strauchhohen Phrygana wachsen Arten wie Thymian und die auf Kreta endemische Dornige Königskerze (Verbascum spinosum). An den Schluchtwänden konnte sich eine artenreiche Felsflora ansiedeln.